# رامي إبراهيم
رامي إبراهيم (6 فبراير 1988 بالإسكندرية في مصر - ) هو لاعب كرة سلة مصري في مركز هجوم صغير الجسم، شارك في بطولة كأس العالم لكرة السلة 2014 وبطولة أمم أفريقيا لكرة السلة 2015 وبطولة أمم أفريقيا لكرة السلة 2013 وبطولة أمم أفريقيا لكرة السلة 2009 وبطولة أمم أفريقيا لكرة السلة 2017 وبطولة أمم أفريقيا لكرة السلة 2011.

## وصلات خارجية
- رامي إبراهيم على موقع الاتحاد الدولي لكرة السلة (الإنجليزية)
- رامي إبراهيم على موقع كرة السلة الأوروبية.كوم (الإنجليزية)
- رامي إبراهيم على موقع ريلجم (الإنجليزية)
- رامي إبراهيم على موقع سبورتس رفرنس (الإنجليزية)